# Anton Stuxberg den yngre
Anton Stuxberg den yngre, född 16 januari 1887 i Göteborgs Kristine församling, död i februari 1984 i São Paulo i Brasilien, var en svensk astronom och geofysiker. Han var son till forskningsresanden och museiintendenten Anton Stuxberg den äldre.
År 1909 emigrerade han till Sydamerika och var verksam i vid Instituto astronómica e geofisico i São Paulo i Brasilien. Han är känd för att tillsammans med sportflygaren Drury McMillen ha uppfunnit McMillen-Stuxbergsystemet som möjliggör astronomisk ortsbestämning i luften utan hjälp av radiokommunikation eller observationer på jordytan.